# Kolomyjtschycha
Kolomyjtschycha (ukrainisch Коломийчиха; russisch Коломыйчиха Kolomyjtschicha) ist ein Dorf im Nordwesten der ukrainischen Oblast Luhansk mit etwa 500 Einwohnern.

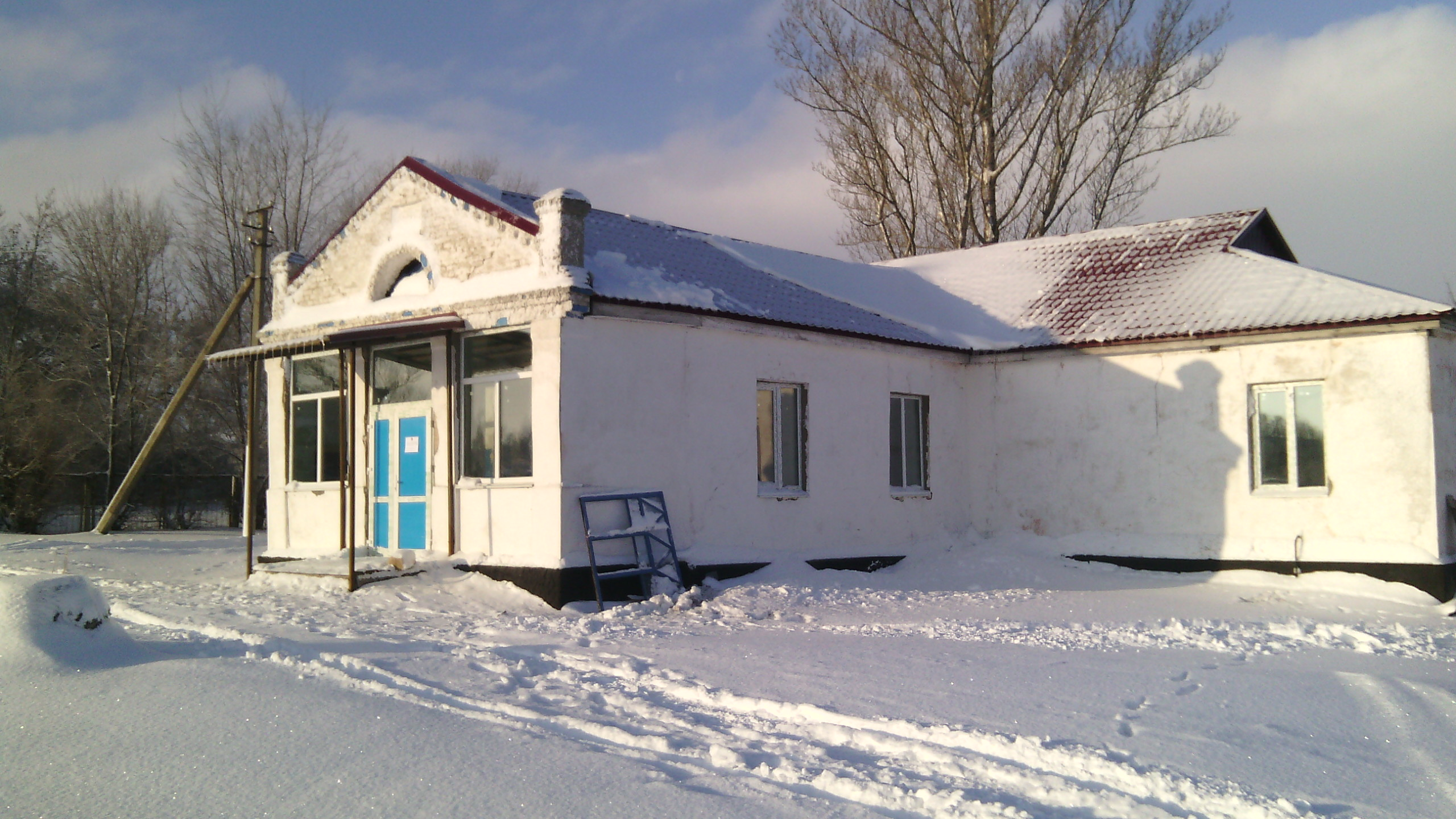
Haus im Ort

Das 1665 zum ersten Mal erwähnte Dorf liegt am Flüsschen Reucha (Реуха) 14 km westlich vom Rajonzentrum Swatowe und etwa 138 km nordwestlich vom Oblastzentrum Luhansk entfernt.
Östlich vom Dorf verläuft die Nationalstraße N–26.

## Verwaltungsgliederung
Am 2. August 2018 wurde das Dorf zum Zentrum der neugegründeten Landgemeinde Kolomyjtschycha (Коломийчиська сільська громада/Kolomyjtschyska silska hromada). Zu dieser zählten auch die 7 Dörfer Dscherelne, Nadija, Nowojehoriwka, Nowojehoriwka, Patalachiwka, Rajhorodka und Serhijiwka, bis dahin bildete es zusammen mit dem Dorf Dscherelne die gleichnamige Landratsgemeinde Kolomyjtschycha (Коломийчиська сільська рада/Kolomyjtschyska silska rada) im Westen des Rajons Swatowe.
Am 12. Juni 2020 kamen noch die 12 in der untenstehenden Tabelle aufgelisteten Dörfer sowie die Ansiedlung Nowoseliwske zum Gemeindegebiet.
Folgende Orte sind neben dem Hauptort Kolomyjtschycha Teil der Gemeinde:
| Name                                | Name          | Name                            |
| ukrainisch transkribiert            | ukrainisch    | russisch                        |
| ----------------------------------- | ------------- | ------------------------------- |
| Andrijiwka                          | Андріївка     | Андреевка (Andrejewka)          |
| Dscherelne                          | Джерельне     | Джерельное (Dscherelnoje)       |
| Karmasyniwka                        | Кармазинівка  | Кармазиновка (Karmasinowka)     |
| Kowaliwka                           | Ковалівка     | Ковалевка (Kowalewka)           |
| Krywoschyjiwka                      | Кривошиївка   | Кривошеевка (Kriwoschejewka)    |
| Kusemiwka                           | Куземівка     | Куземовка (Kusemowka)           |
| Mjassoschariwka                     | М'ясожарівка  | Мясожаровка (Mjassoscharowka)   |
| Nadija                              | Надія         | Надия                           |
| Neschuryne                          | Нежурине      | Нежурино (Neschurino)           |
| Nowojehoriwka                       | Новоєгорівка  | Новоегоровка (Nowojegorowka)    |
| Nowojehoriwka (bis 2016 Swerdlowka) | Новоєгорівка  | Новоегоровка (Nowojegorowka)    |
| Nowoseliwske                        | Новоселівське | Новосёловское (Nowosjolowskoje) |
| Patalachiwka                        | Паталахівка   | Паталаховка (Patalachowka)      |
| Pidkujtschansk                      | Підкуйчанськ  | Подкуйчанск (Podkuitschansk)    |
| Popiwka                             | Попівка       | Поповка (Popowka)               |
| Rajhorodka                          | Райгородка    | Райгородка (Raigorodka)         |
| Serhijiwka                          | Сергіївка     | Сергеевка (Sergejewka)          |
| Stelmachiwka                        | Стельмахівка  | Стельмаховка (Stelmachowka)     |
| Storoschiwka                        | Сторожівка    | Сторожевка (Storoschewka)       |
| Wolodymyriwka                       | Володимирівка | Владимировка (Wladimirowka)     |